# 高渠清
高渠清（1920年4月28日—2001年6月7日），男，福建福州人，中国铁道工程专家，曾任西南交通大学教授、博士生导师，中国土木工程学会常务理事，隧道及地下工程学会理事长。
1938年考入唐山交通大学（今西南交通大学），因交大内迁，先在长汀厦门大学借读一年。1942年毕业后留校任教。1945年考取公费留学，入英国纽卡斯尔大学，1949年获得士木博士学位，毕业后还取得了英国皇家结构工程师学会会员资格。1950年底毅然回国，于1951年3月到唐山交通大学任教授，历任教研室主任、系副主任、系主任，校学术学位委员会副主任，1980年成为中国首批博士生导师。1993年退休。